# Highland Heights (Ohio)
Pour les articles homonymes, voir Highland Heights.
Highland Heights est une ville américaine située dans le comté de Cuyahoga, dans l’Ohio. Selon le recensement de 2010, sa population est de 8 345 habitants.